# Nid de blessés
Le nid de blessés (casualty collection point, shelter, safe position) est un concept utilisé en médecine de catastrophe et en médecine de guerre. Un nid de blessés est l'endroit où l'on regroupe des blessés à l'abri du danger.
Dans le cadre d'un accident « classique » — lorsque le  danger peut être maîtrisé —, les soins aux victimes commencent en général là où l'on trouve la victime. Dans certains cas, l'endroit où l'on trouve la victime reste dangereux pour la victime elle-même et les sauveteurs ; cela impose donc un dégagement d'urgence jusqu'à un lieu hors de danger, mais proche du lieu de l'accident. Ce lieu hors de danger est alors appelé « nid de blessé », ou bien « point de rassemblement des victimes ». C'est un concept important en cas de catastrophe ou sur un champ de bataille. Le concept n'est pas uniformisé, et se confond parfois avec un poste médical avancé, notamment aux Pays-Bas (VMP, vooruitgeschoven medische post, voorwaarste medische post).
Par exemple, dans le cas d'un accident dans un tunnel, le nid de blessé peut se situer :
- dans le tube où a lieu l'accident ;
- en cas d'incendie ou d'accident mettant en cause des produits dangereux (HazMat), dans un tube voisin ou à l'extérieur du tunnel.

En Allemagne et aux Pays-Bas, en cas d'accident avec plusieurs victimes, la première ambulance présente (Rettungswagen, RTW) est chargée de la mise en place du nid de blessés (Verletztenablage ou Behandlungsplatz) ; elle ne s'occupe pas de l'évacuation.
Sur un champ de bataille, le nid de blessés est « le premier endroit à l’abri (simple mur par exemple) où les premiers gestes de survie peuvent être réalisés ».
Le concept a par exemple été mis en œuvre au Bataclan à l'occasion de l'attaque terroriste du 13 novembre 2015.

« Dans un premier temps, j’ai commencé à faire des gestes de sauvetage, mais nous avons été très vite débordés par le nombre de blessés, précise-t-il. J’ai donc endossé le rôle d’officier d’évacuation pour diriger le déplacement des victimes par les agents du RAID vers la zone intermédiaire. Au bout d’un moment, la zone d’exclusion totale est rendue plus perméable à partir du moment où elle est sécurisée. Les sapeurs pompiers sont alors autorisés à entrer sur la zone. »

— Pr Denis Safran, médecin auprès de la BRI, Les médecins du RAID face à l’hécatombe du Bataclan